# Pilatus P-4
Il Pilatus P-4 fu un aereo da trasporto passeggeri, lavoro agricolo, soccorso aereo in montagna, realizzato dall'azienda aeronautica svizzera Pilatus negli anni quaranta del XX secolo e rimasto allo stadio di prototipo.

## Storia del progetto

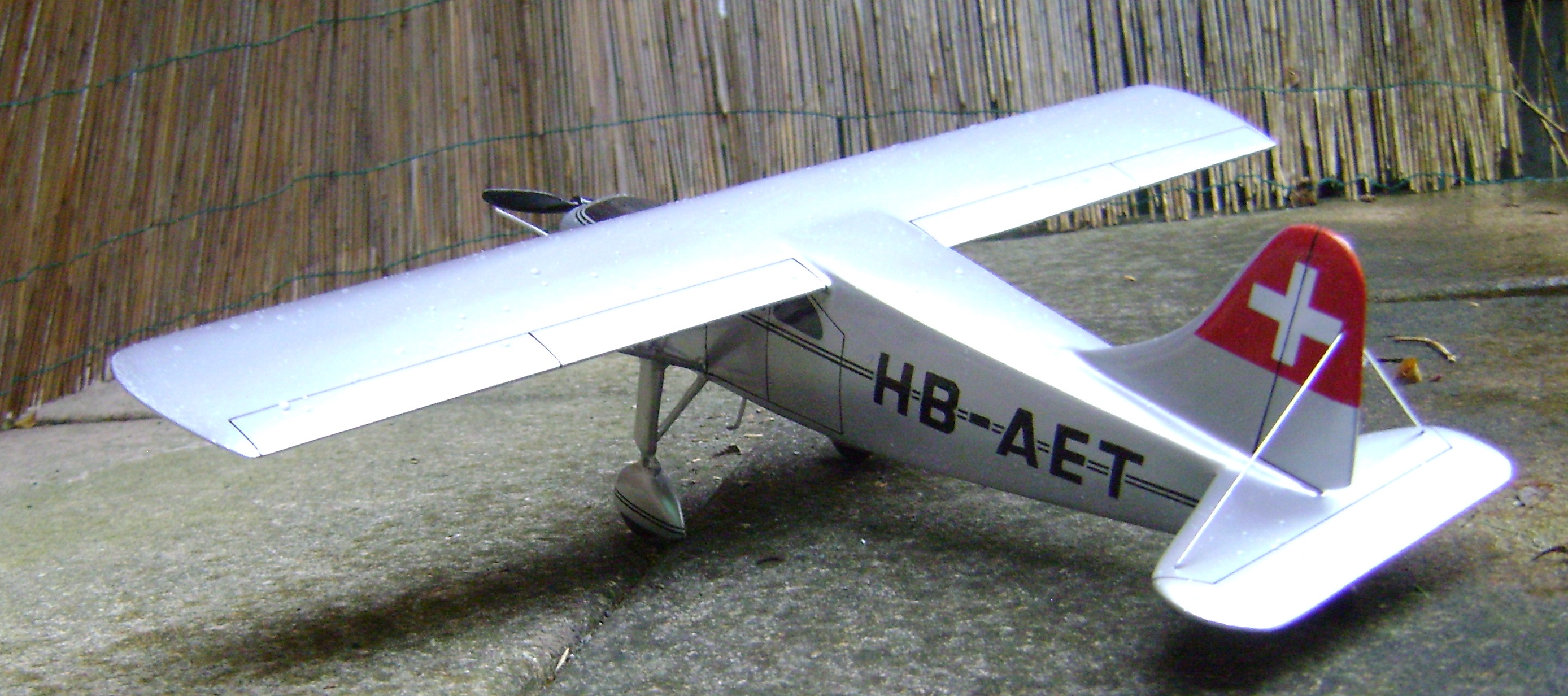
Vista posteriore del modellino del prototipo del Pilatus P-4.

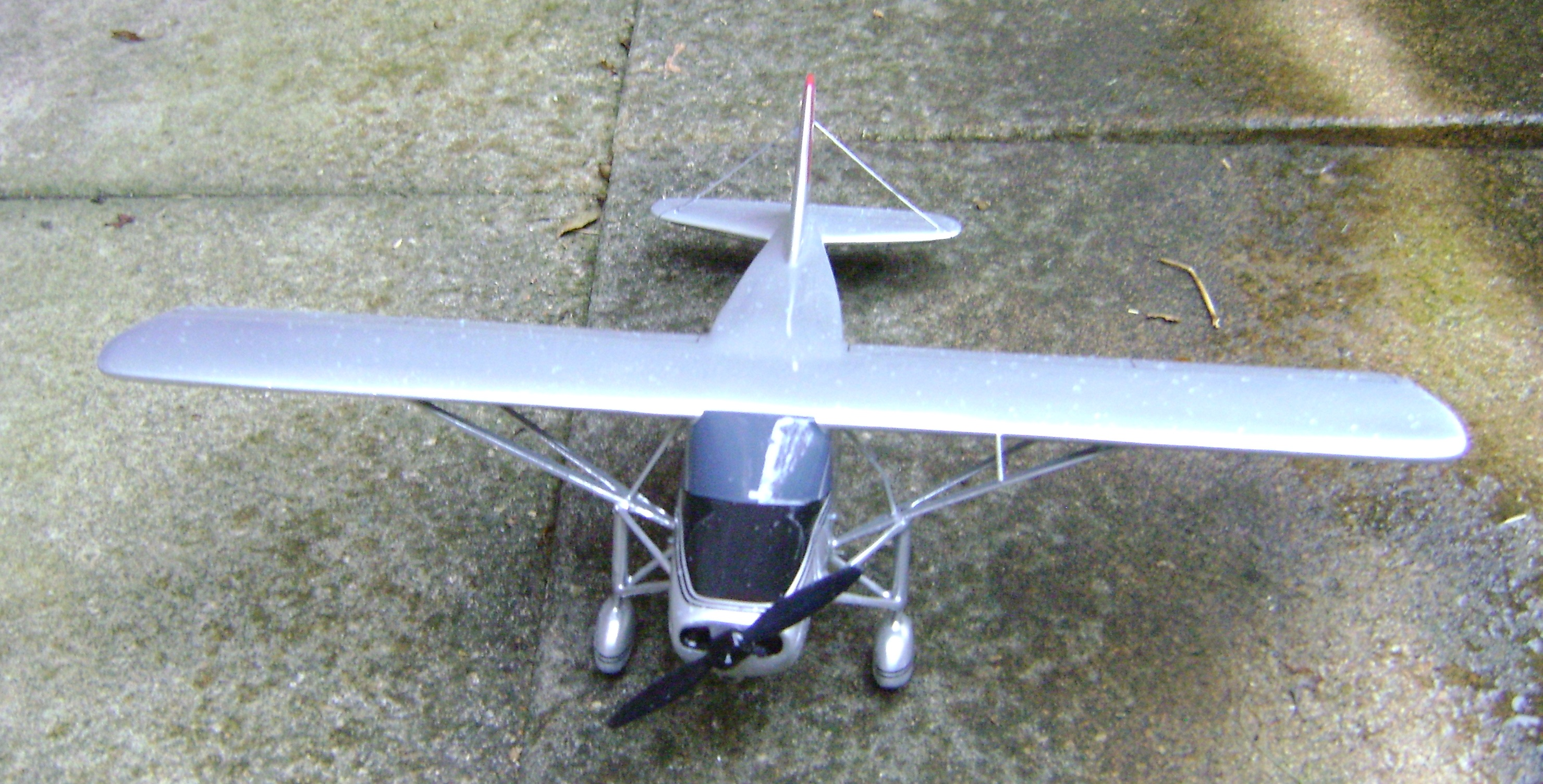
Vista anteriore del modellino del prototipo del Pilatus P-4.

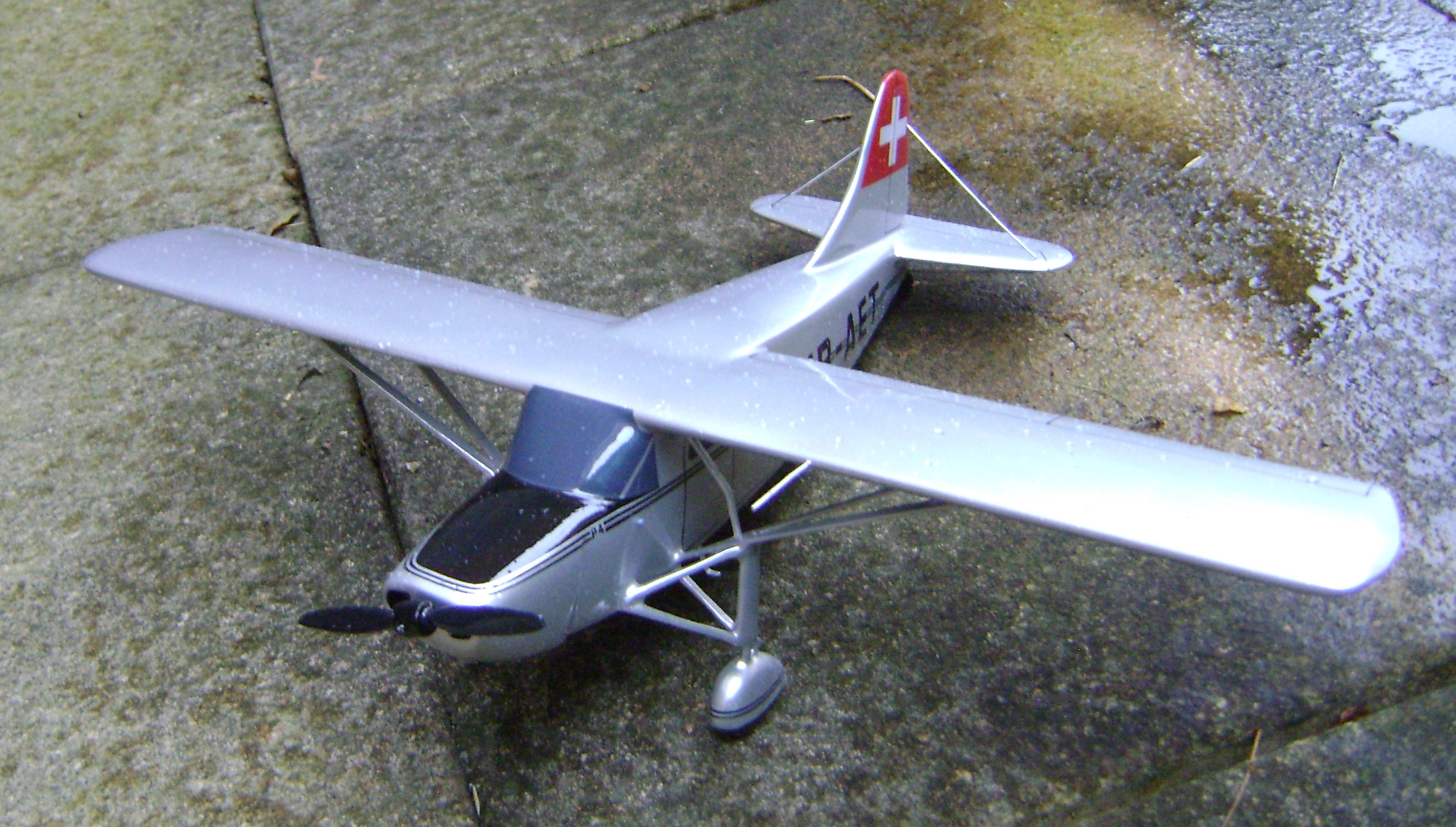
Vista di tre quarti del modellino del prototipo del Pilatus P-4.

Tra il 1924 e il 1935 l'ingegnere Henry Fierz lavorò presso la ditta di costruzioni aeronautiche Comte di Oberrieden, dove progettò il velivolo da trasporto passeggeri AC-8. Assunto successivamente alla Pilatus, nel 1948 iniziò a lavorare su un nuovo aereo da lavoro, con secondarie capacità di trasporto passeggeri, che fu designato P-4. Questo modello dal disegno robusto, doveva possedere capacità di operare da piste non preparate, corte corse di decollo e atterraggio, semplicità di manutenzione, e buona maneggevolezza durante il volo lento. Il primo prototipo, immatricolato HB-AET, andò in volo per la prima volta il 22 marzo 1948 nelle mani del collaudatore M. Schmitt, ma poiché gli impianti produttivi della Pilatus erano interamente destinati alla produzione su licenza delle fusoliere dei nuovi cacciabombardieri de Havilland Vampire e Venom, la produzione in serie del P-4 non fu mai avviata.

## Descrizione tecnica
Il P-4 era un monoplano, monomotore, di costruzione mista. La velatura, costruita in tubi di acciaio e alluminio, e rivestita in tela, era di tipo monoplana, con piano alare montato alto e a sbalzo sulla fusoliera, controventato per irrigidire e rinforzare la struttura grazie a tre aste di controvento per lato, che partivano dalla gamba principale del carrello. La fusoliera era realizzata con struttura metallica in tubi d'acciaio, rivestita da pannelli metallici nella zona anteriore del propulsore, e di tessuto in quella posteriore, e terminava in un impennaggio classico monoderiva. Il carrello d'atterraggio era un classico biciclo anteriore fisso, con elementi anteriori ruotati, dotati di carenatura, e ammortizzati, integrato posteriormente con un ruotino orientabile posizionato sotto l'impennaggio di coda. Ognuna delle due gambe principali del carrello era unita tramite tre aste di controvento all'ala, e con due alla parte bassa della fusoliera.
La propulsione era affidata a un motore Lycoming GO-435A a 6 cilindri, erogante la potenza di 190 CV,  azionante un'elica bipala metallica. La cabina di pilotaggio era completamente chiusa, e poteva contenere il pilota e quattro passeggeri e 280 kg di bagagli, o due barelle e due infermieri seduti al suo interno. L'accesso alla cabina avveniva tramite una grande porta, a doppia anta, posta sul lato sinistro. Rimuovendo i sedili la cabina poteva contenere 430 kg di posta o mercanzia. Per voli fotografici era possibile l'installazione di una fotocamera.

## Impiego operativo
Il prototipo del P-4, insieme al P-2.06, fu presentato a un vasto pubblico internazionale presso il 18º Salone internazionale dell'aeronautica e dello spazio di Parigi-Le Bourget nel 1949, esposto sotto il lucernario del Grand Palais, dove suscitò molto interesse. Rientrato in Svizzera il motore fu sostituito da un più potente Lycoming GO-435-C2A da 240 CV, e furono studiati progetti per installare sul P-4 galleggianti al fine di operare come idrovolante, o un innovativo carrello di atterraggio misto ruote-sci. Il P-4 poteva essere usato anche nei lavori agricoli, tramite l'installazione in cabina di un serbatoio per l'erogazione dei pesticidi.
Il 13 ottobre 1957 l'unico P-4 si schiantò contro un ghiacciaio di Stein, nella regione del Passo del Susten, durante un'esercitazione con il servizio di soccorso aereo svizzero. Nell'incidente perì un istruttore di paracadutismo, e il velivolo andò completamente distrutto. La Pilatus Aircraft Ltd fino a quel momento era sempre rimasta proprietaria del P-4.